# Autopista del Nord-est
L'Autopista del Nord-Est o AP-2 és una autopista, antigament de peatge, que s'estén entre Alfajarín (província de Saragossa) i el Vendrell (província de Tarragona) i que constitueix la prolongació de l'A-2. Comença en l'enllaç 340 de l'A-2 i acaba incorporant-se a l'AP-7. Forma part de la ruta europea E-90.
El tram comprès entre Saragossa i Alfajarín formava part d'aquesta autopista i era lliure de peatge, però amb el canvi de denominació d'autopistes i autovies fet el 2003 ha passat a formar part de l'A-2. Les obres d'aquesta autopista van començar el 1974 i es van acabar el 1979, i resulta una important via de comunicació entre Catalunya, Madrid i el País Basc.

## Àrees de servei
L'AP-2 té nou àrees de servei:
- Pina de Ebro
- Els Monegros
- Fraga
- Lleida
- Les Garrigues
- Montblanc
- Alt Camp
- Alt Penedès
- Baix Penedès

## Sortides AP-2
| A-2 | E-90 |

| A-2 | E-90 |

| AP-7 | E-15 |

## Trams
| Tram                                  | Longitud (km) |
| ------------------------------------- | ------------- |
| Alfajarín - Fraga                     | 96            |
| Fraga - Lleida (L-12)                 | 26            |
| Lleida - El Vendrell (AP-7)           | 93            |
| El Vendrell (AP-7) - Barcelona (B-23) | 63            |